# تاریکخانه (فیلم)
«تاریکخانه» (انگلیسی: The Dark Room) یک فیلم است به کارگردانی Paul Harmon که در سال ۱۹۸۲ منتشر شد.